# Dasyhelea nandina
Dasyhelea nandina är en tvåvingeart som beskrevs av Zhao och Yu 1997. Dasyhelea nandina ingår i släktet Dasyhelea och familjen svidknott. Inga underarter finns listade i Catalogue of Life.